# Comtat de Laroche
El comtat de Laroche fou una jurisdicció feudal del Sacre Imperi Romanogermànic, originada al segle XI en el territori de les Ardenes. Albert III de Namur († vers 1103) va donar el comtat de Laroche al seu segon fill Enric I de Laroche, casat amb Matilde de Limburg. Enric I va morir el 1138 o el va succeir el seu fill Godofreu de Laroche que devia morir al cap de poc i la successió va passar al seu germà Enric II de Laroche, casat amb Elisabet. A la seva mort el 1153 va passar al seu cosí Enric I de Namur i IV de Luxemburg el Cec que el 1148 ja havia adquirit per herència el comtat de Durbuy. Enric va viure fins al 1196; en els darrers anys de la seva vida va tenir una filla, Ermesinda, a la qual se li va disputar l'herència i l'emperador en un arbitratge li va concedir només els comtats de Laroche y Darbuy a la mort del seu pare (1196) però després va aconseguir el de Luxemburg per renúncia d'Otó I de Borgonya (1197) però no va poder recuperar el comtat de Namur. Fou comtessa fins a la seva mort el 1247, i llavors els comtats de Laroche i d'Arlon (aquest darrer aportat a Luxemburg pel marit d'Ermesinda) van passar junt amb el Luxemburg al fill gran i hereu Enric V de Luxemburg mentre un altre fill, Gerard, rebia Durbuy (que a la mort de Gerard sense successió el 1298 va revertir també a Luxemburg). Així els quatre comtats d'Arlon, Durbuy, Laroche i Luxemburg (i probablement Vianden) van acabar formant un únic territori. El 1331 Joan el Cec de Luxemburg, va concedir una carta de franquícia a la ciutat de Laroche que va esdevenir vila. El comtat de Laroche va deixar d'existir quan tots els territoris van quedar refosos per constituir el ducat de Luxemburg.